# Peugeot 207 S2000
La Peugeot 207 S2000 è un'autovettura da competizione, basata sulla Peugeot 207, specificatamente progettata dalla Peugeot Sport per partecipare alle competizioni di rally riservate alle vetture Super 2000, quali l'Intercontinental Rally Challenge o il Campionato europeo rally.

## Storia
Oltre ai tre titoli IRC, la Peugeot 207 S2000 ha conquistato anche il campionato europeo rally con l'italiano Luca Rossetti nel 2008.

## Palmarès
- 3 Intercontinental Rally Challenge (2007, 2008 e 2009)
- 1 Campionato europeo rally (2008)
- 5 Campionato Italiano Rally (2008, 2009, 2010, 2011, 2012)

### Vittorie nei rally

#### IRC
| #  | Anno | Rally                               | Pilota           | Navigatore        |
| -- | ---- | ----------------------------------- | ---------------- | ----------------- |
| 1  | 2007 | 36° Fiat Rally                      | Nicolas Vouilloz | Nicolas Klinger   |
| 2  | 2007 | 43° Belgium Ypres Westhoek Rally    | Luca Rossetti    | Matteo Chiarcossi |
| 3  | 2007 | 37° Barum Rally Zlín                | Nicolas Vouilloz | Nicolas Klinger   |
| 4  | 2007 | 49° Rallye Sanremo                  | Luca Rossetti    | Matteo Chiarcossi |
| 5  | 2007 | 48° Rallye International du Valais  | Nicolas Vouilloz | Nicolas Klinger   |
| 6  | 2008 | 37° Instanbul Rally                 | Luca Rossetti    | Matteo Chiarcossi |
| 7  | 2008 | 42° Vodafone Rally de Portugal      | Luca Rossetti    | Matteo Chiarcossi |
| 8  | 2008 | 44° Belgium Ypres Westhoek Rally    | Freddy Loix      | Robin Buysmans    |
| 9  | 2008 | Rally Russia 2008                   | Juho Hänninen    | Mikko Markkula    |
| 10 | 2008 | 49° Rali Vinho da Madeira           | Nicolas Vouilloz | Nicolas Klinger   |
| 11 | 2008 | 38° Barum Czech Rally Zlín          | Freddy Loix      | Robin Buysmans    |
| 12 | 2008 | 49° Rallye International du Valais  | Freddy Loix      | Robin Buysmans    |
| 13 | 2009 | 77° Rallye Automobile Monte-Carlo   | Sébastien Ogier  | Julien Ingrassia  |
| 14 | 2009 | 29° Rally Internacional de Curitiba | Kris Meeke       | Paul Nagle        |
| 15 | 2009 | 44° SATA Rallye Açores              | Kris Meeke       | Paul Nagle        |
| 16 | 2009 | 45° Belgium Ypres Westhoek Rally    | Kris Meeke       | Paul Nagle        |
| 17 | 2009 | 51° Rallye Sanremo                  | Kris Meeke       | Paul Nagle        |
| 18 | 2010 | 30° Rally Internacional de Curitiba | Kris Meeke       | Paul Nagle        |
| 19 | 2010 | 45° SATA Rallye Açores              | Bruno Magalhães  | Carlos Magalhães  |
| 20 | 2010 | 52° Rallye Sanremo                  | Paolo Andreucci  | Anna Andreussi    |
| 21 | 2011 | 79° Rallye Automobile Monte-Carlo   | Bryan Bouffier   | Xavier Pansieri   |
| 22 | 2011 | 54° Tour de Corse - E.Leclerc       | Thierry Neuville | Nicolas Gilsoul   |
| 23 | 2011 | 53° Rallye Sanremo                  | Thierry Neuville | Nicolas Gilsoul   |

#### ERC
| #  | Anno | Rally                              | Pilota               | Navigatore              |
| -- | ---- | ---------------------------------- | -------------------- | ----------------------- |
| 1  | 2007 | 36° Fiat Rally                     | Nicolas Vouilloz     | Nicolas Klinger         |
| 2  | 2007 | 43° Belgium Ypres Westhoek Rally   | Enrique García Ojeda | Jordi Barrabés Costa    |
| 3  | 2007 | 48° Rali Vinho da Madeira          | Enrique García Ojeda | Jordi Barrabés Costa    |
| 4  | 2007 | 37° Barum Rally Zlín               | Nicolas Vouilloz     | Nicolas Klinger         |
| 5  | 2008 | 37° Instanbul Rally                | Luca Rossetti        | Matteo Chiarcossi       |
| 6  | 2008 | 32° Rally 1000 Miglia              | Luca Rossetti        | Matteo Chiarcossi       |
| 7  | 2008 | 65° Rajd Polski                    | Michał Sołowow       | Maciej Baran            |
| 8  | 2008 | 44° Belgium Ypres Westhoek Rally   | Luca Rossetti        | Matteo Chiarcossi       |
| 9  | 2008 | 39° Rally Bulgaria                 | Krum Donchev         | Stoiko Valchev          |
| 10 | 2008 | 43° Rallye d'Antibes - Côte d'Azur | Michał Sołowow       | Maciej Baran            |
| 11 | 2009 | 38° Instanbul Rally                | Michał Sołowow       | Maciej Baran            |
| 12 | 2009 | 36° Croatia Delta Rally            | Krum Donchev         | Petar Yordanov          |
| 13 | 2009 | 39° Barum Czech Rally Zlín         | Michał Sołowow       | Maciej Baran            |
| 14 | 2009 | 46° Rally Principe de Asturias     | Corrado Fontana      | Carlo Cassina           |
| 15 | 2010 | 40° Barum Czech Rally Zlín         | Bryan Bouffier       | Xavier Pansieri         |
| 16 | 2010 | 46° Rally Principe de Asturias     | Luigi Fontana        | Renzo Casazza           |
| 17 | 2010 | 45° Rallye d'Antibes - Côte d'Azur | Luca Betti           | Guido d'Amore           |
| 18 | 2011 | 40° Bosphorus Rally                | Luca Betti           | Maurizio Barone         |
| 19 | 2011 | 48° Rally Principe de Asturias     | Luca Betti           | Maurizio Barone         |
| 20 | 2012 | 53° Rali Vinho da Madeira          | Bruno Magalhães      | Nuno Rodrigues da Silva |
| 21 | 2012 | 53° Rallye International du Valais | Laurent Reuche       | Jean Dériaz             |
| 22 | 2013 | 56° Tour de Corse                  | Bryan Bouffier       | Xavier Pansieri         |
| 23 | 2013 | 55° Rallye Sanremo                 | Giandomenico Basso   | Mitia Dotta             |